# Pilotrichella isleana
Pilotrichella isleana är en bladmossart som beskrevs av Bescherelle 1880. Pilotrichella isleana ingår i släktet Pilotrichella och familjen Meteoriaceae. Inga underarter finns listade i Catalogue of Life.